# Rino Marchesi
Rino Marchesi, né le 11 juin 1937 à San Giuliano Milanese, dans la province de Milan, en Lombardie, est un ancien joueur professionnel et entraîneur de football professionnel italien.

## Biographie
Rino Marchesi joue deux fois avec la Squadra Azzurra, et connait sa première sélection le 15 juin 1961 contre l'Argentine (victoire 4-1).
Il est connu également pour avoir été l'entraîneur de Maradona à Naples en 1984-1985 et de Platini à la Juventus en 1986-1987.

## Palmarès
- Coupe des coupes (C2) (1) : 1960-61 avec la Fiorentina
- Coupe d'Italie (2) : 1960-61, 1965-66 avec la Fiorentina
- Serie B (1) : 1958-59 avec Atalanta
- Coupe des Alpes (1) : 1971 avec la Lazio